# Traktove, Krasnoperekopsk
Traktove (în ucraineană Трактове) este un sat în comuna Illinka din raionul Krasnoperekopsk, Republica Autonomă Crimeea, Ucraina.

## Demografie
Componența lingvistică a localității Traktove
     Rusă (71,1%)
     Ucraineană (25,21%)
     Tătară crimeeană (3,4%)
     Alte limbi (0,28%)
Conform recensământului din 2001, majoritatea populației localității Traktove era vorbitoare de rusă (71,1%), existând în minoritate și vorbitori de ucraineană (25,21%) și tătară crimeeană (3,4%).